# El Huerto
El Huerto är en ort i Mexiko, tillhörande kommunen Jocotitlán i den nordvästra delen av delstaten Mexiko. Orten hade 192 invånare vid folkräkningen 2010.